# Natação no Campeonato Mundial de Esportes Aquáticos de 2013 - 200 m costas masculino
A prova dos 200 metros costas masculino da natação no Campeonato Mundial de Esportes Aquáticos de 2013 ocorreu entre os dias 1 de agosto e 2 de agosto no Palau Sant Jordi  em Barcelona.

## Recordes
Antes desta competição, os recordes mundiais e do campeonato nesta prova eram os seguintes:
| Tipo                  | Atleta        | Tempo   | Local | Data                |
| --------------------- | ------------- | ------- | ----- | ------------------- |
|                       | Aaron Peirsol | 1:51.92 | Roma  | 31 de julho de 2009 |
| Recorde do campeonato | Aaron Peirsol | 1:51.92 | Roma  | 31 de julho de 2009 |

## Medalhistas
| Ouro              | Prata                  | Bronze            |
| Ryan Lochte (USA) | Radosław Kawęcki (POL) | Tyler Clary (USA) |

## Resultados

### Eliminatórias
Esses foram os resultados das eliminatórias.
| Pos. | Bateria | Raia | Nadador              | Nacionalidade  | Tempo   | Notas |
| ---- | ------- | ---- | -------------------- | -------------- | ------- | ----- |
| 1    | 4       | 4    | Tyler Clary          | Estados Unidos | 1:56.76 | Q     |
| 2    | 2       | 5    | Craig McNally        | Reino Unido    | 1:57.18 | Q     |
| 3    | 2       | 4    | Ryan Lochte          | Estados Unidos | 1:57.19 | Q     |
| 4    | 4       | 3    | Péter Bernek         | Hungria        | 1:57.20 | Q     |
| 5    | 2       | 3    | Yannick Lebherz      | Alemanha       | 1:57.33 | Q     |
| 6    | 3       | 3    | Matson Lawson        | Austrália      | 1:57.48 | Q     |
| 7    | 4       | 5    | Kosuke Hagino        | Japão          | 1:57.52 | Q     |
| 8    | 3       | 4    | Ryosuke Irie         | Japão          | 1:57.53 | Q     |
| 9    | 4       | 2    | Chris Walker-Hebborn | Reino Unido    | 1:57.95 | Q     |
| 10   | 3       | 6    | Gábor Balog          | Hungria        | 1:57.98 | Q     |
| 11   | 3       | 5    | Radosław Kawęcki     | Polónia        | 1:57.99 | Q     |
| 12   | 4       | 7    | Xu Jiayu             | China          | 1:58.29 | Q     |
| 13   | 3       | 7    | Federico Turrini     | Itália         | 1:58.54 | Q     |
| 14   | 4       | 1    | Danas Rapšys         | Lituânia       | 1:59.11 | Q     |
| 15   | 2       | 2    | Leonardo de Deus     | Brasil         | 1:59.17 | Q     |
| 16   | 2       | 1    | Darren Murray        | África do Sul  | 1:59.19 | Q     |
| 17   | 4       | 6    | Mitch Larkin         | Austrália      | 1:59.34 |       |
| 18   | 3       | 2    | Yakov-Yan Toumarkin  | Israel         | 1:59.39 |       |
| 19   | 2       | 7    | Pedro Oliveira       | Portugal       | 1:59.95 |       |
| 20   | 3       | 8    | Lukas Rauftlin       | Suíça          | 2:00.45 |       |

| Ver o restante da classificação | Ver o restante da classificação | Ver o restante da classificação | Ver o restante da classificação | Ver o restante da classificação | Ver o restante da classificação | Ver o restante da classificação |
| Pos.                            | Bateria                         | Raia                            | Nadador                         | Nacionalidade                   | Tempo                           | Notas                           |
| ------------------------------- | ------------------------------- | ------------------------------- | ------------------------------- | ------------------------------- | ------------------------------- | ------------------------------- |
| 21                              | 4                               | 0                               | Russell Wood                    | Canadá                          | 2:00.51                         |                                 |
| 22                              | 3                               | 1                               | Alexandr Tarabrin               | Cazaquistão                     | 2:01.08                         |                                 |
| 23                              | 2                               | 8                               | Im Tae-Jeong                    | Coreia do Sul                   | 2:01.23                         |                                 |
| 24                              | 2                               | 6                               | Gareth Kean                     | Nova Zelândia                   | 2:02.81                         |                                 |
| 25                              | 2                               | 0                               | Jean-François Schneiders        | Luxemburgo                      | 2:02.96                         |                                 |
| 26                              | 3                               | 0                               | Marko Krce Rabar                | Croácia                         | 2:03.50                         |                                 |
| 27                              | 4                               | 8                               | Pedro Medel                     | Cuba                            | 2:03.63                         |                                 |
| 28                              | 2                               | 9                               | I Gede Siman Sudartawa          | Indonésia                       | 2:04.90                         |                                 |
| 29                              | 3                               | 9                               | Ezequiel Trujillo               | México                          | 2:05.92                         |                                 |
| 30                              | 1                               | 4                               | Yeziel Morales                  | Porto Rico                      | 2:06.09                         |                                 |
| 31                              | 1                               | 6                               | Boris Kirillov                  | Azerbaijão                      | 2:08.74                         |                                 |
| 32                              | 1                               | 5                               | Gorazd Chepishevski             | Macedônia do Norte              | 2:09.89                         |                                 |
| 33                              | 1                               | 3                               | Awse Ma'aya                     | Jordânia                        | 2:12.31                         |                                 |
| 34                              | 1                               | 2                               | Yaaqoub Al-Saadi                | Emirados Árabes Unidos          | 2:21.51                         |                                 |
| 35                              | 4                               | 9                               | Danil Bukin                     | Uzbequistão                     | 99.98                           | DSQ                             |

### Semifinal
Esses foram os resultados das semifinais.
Semifinal 1
| Pos. | Raia | Nadador       | Nacionalidade | Tempo   | Notas |
| ---- | ---- | ------------- | ------------- | ------- | ----- |
| 1    | 6    | Ryosuke Irie  | Japão         | 1:56.14 | Q     |
| 2    | 7    | Xu Jiayu      | China         | 1:56.42 | Q     |
| 3    | 4    | Craig McNally | Reino Unido   | 1:56.97 | Q     |
| 4    | 5    | Péter Bernek  | Hungria       | 1:57.37 | Q     |
| 5    | 2    | Gábor Balog   | Hungria       | 1:57.42 |       |
| 6    | 3    | Matson Lawson | Austrália     | 1:57.55 |       |
| 7    | 1    | Danas Rapšys  | Lituânia      | 1:59.05 |       |
| 8    | 8    | Darren Murray | África do Sul | 2:02.12 |       |

Semifinal 2
| Pos. | Raia | Nadador              | Nacionalidade  | Tempo   | Notas |
| ---- | ---- | -------------------- | -------------- | ------- | ----- |
| 1    | 4    | Tyler Clary          | Estados Unidos | 1:55.16 | Q     |
| 2    | 5    | Ryan Lochte          | Estados Unidos | 1:55.88 | Q     |
| 3    | 7    | Radosław Kawęcki     | Polónia        | 1:56.14 | Q     |
| 4    | 6    | Kosuke Hagino        | Japão          | 1:56.24 | Q     |
| 5    | 3    | Yannick Lebherz      | Alemanha       | 1:57.71 |       |
| 6    | 8    | Leonardo de Deus     | Brasil         | 1:57.92 |       |
| 7    | 2    | Chris Walker-Hebborn | Reino Unido    | 1:58.16 |       |
| 8    | 1    | Federico Turrini     | Itália         | 1:59.16 |       |

### Final
Esse foi o resultado da final. 
| Pos.              | Raia | Nadador          | Nacionalidade  | Tempo   | Notas |
| ----------------- | ---- | ---------------- | -------------- | ------- | ----- |
| Medalha de ouro   | 5    | Ryan Lochte      | Estados Unidos | 1:53.79 |       |
| Medalha de prata  | 6    | Radosław Kawęcki | Polónia        | 1:54.24 | ,     |
| Medalha de bronze | 4    | Tyler Clary      | Estados Unidos | 1:54.64 |       |
| 4                 | 3    | Ryosuke Irie     | Japão          | 1:55.07 |       |
| 5                 | 2    | Kosuke Hagino    | Japão          | 1:55.43 |       |
| 6                 | 1    | Craig McNally    | Reino Unido    | 1:55.67 |       |
| 7                 | 7    | Xu Jiayu         | China          | 1:57.13 |       |
| 8                 | 8    | Péter Bernek     | Hungria        | 1:58.26 |       |

Legenda
| Recorde mundial       | Recorde mundial (World record)               |                       | Recorde africano                      | Recorde africano (African) |                                           | Q | Classificado por posição (Qualified) |
| Recorde do campeonato | Recorde do campeonato (Championship record)  | Recorde da América    | Recorde da América (Americas)         | q                          | Classificado por melhor tempo (Qualified) |   |                                      |
| Melhor marca do ano   | Melhor marca do ano (World leading)          | Recorde asiático      | Recorde asiático (Asian)              | DNS                        | Não largou (Did not start)                |   |                                      |
| Recorde nacional      | Recorde nacional (National record)           | Recorde europeu       | Recorde europeu (European)            | DNF                        | Não terminou (Did not finish)             |   |                                      |
| Recorde pessoal       | Recorde pessoal do atleta (Personal best)    | Recorde da Oceania    | Recorde da Oceania (Oceania)          | DSQ / DQ                   | Desclassificado (Disqualified)            |   |                                      |
| Recorde da temporada  | Recorde da temporada do atleta (Season best) | Recorde sul-americano | Recorde sul-americano (South America) | NM                         | Sem marca (No mark)                       |   |                                      |